# Petar Krizolog
Sveti Petar Krizolog (Zlatorječiti, grč. Χρυσολόγος, od χρυσός – zlatan i λόγος – riječ ili misao; Imola, oko 380. – Imola, 31. srpnja 450.), dvorski biskup i crkveni naučitelj. Bio je jedan od najdarovitijih i najpoznatijih propovjednika svoga vremena. Po katoličkom kalendaru slavi se 30. srpnja. 

## Životopis
Odgojen je pod zaštitom biskupa Kornelija koji ga je na krjepostan život poticao i riječju i primjerom. Kao đakon u rodnom gradu Forum Cornelii (današnja Imola), Petar je upravljao crkvenim dobrima i skrbio za siromahe. Pratio je svoga biskupa u Rim i tamo se susreo s papom Celestinom I. koji je odmah u njemu prepoznao rječita govornika, izvrsna poznavatelja Svetoga pisma i djela Ivana Zlatoustog. Po njemu, jer je bio sličan Zlatoustome i kao govornik i kao teolog, naročito zbog propovjedničkog dara prozvan je Zlatorječiti (Krizolog).
Nije sasvim jasno kada je točno zaređen i imenovan za biskupa Ravene. Možda između 424. i 429. ili poslije smrti ravenskog biskupa 430. od pape Siksta III. 431. godine ili čak tek koju godinu kasnije. Ravena je u to vrijeme bila prijestolnica Zapadnog Rimskog Carstva. Bio je prvi biskup toga grada koji nije potjecao s Istoka. Od tada je bio još pobožniji i savjesniji u obavljanju svoje pastirske službe. Biti dvorski biskup bila je iznimna čast, ali ujedno i velika napast zbog neprestane izloženosti sjaju dvorskog života, ali i njegovoj bijedi u moralnom smislu zbog mnogih intriga, spletkarenja i politikanstva. Bio je neustrašivi borac u borbi protiv poganskih običaja. Svojim propovijedima mnoge je odvratio od nećudorednih plesova i igara, krivovjerce potaknuo na obraćenje, a nekrštene na krštenje. Za mladoga biskupa oduševila se i glasovita carica Galla Placidia, koja je upravljala Carstvom umjesto maloljetnog sina Valentinijana. Rado je tražila kod njega savjete da uzmogne što bolje i pravednije vladati. Na carskom dvoru molio je za siromahe, obilazio siromašne gradske četvrti pomažući svima. Kao biskup pokazao je mudrost i u upravi, zanimajući se i za materijalne potrebe vjernika, izgradivši akvadukt te pokrenuvši mrežu karitativne djelatnosti. U propovijedanju je upućivao na mane svoga vremena i poticao na pravi vjernički život. Prema predaji, zbog gromoglasnog propovijedanja nekada bi izgubio glas te bi tada pobožni puk lijevao pokajničke suze i žarko se molio, dok mu se ne bi povratio glas. 
Bio je istinski prijatelj siromaha. Mnogima je dijelio obilatu milostinju. Pozivao je i druge kršćane da pomognu onima koji su stradali u vandalskim pljačkama. Često se povlačio u samostan, molio i meditirao. Posjećivao je rado i pustinjake. Na biskupskoj stolici bio je 20 godina. Kada je osjetio slabost, povukao se iz gradske vreve u samoću u tišini svog rodnoga grada da se pripremi na smrt u blizini groba svog zaštitnika, svetog mučenika i biskupa Kasijana. Umro je 3. prosinca 450. i tako se ugasilo veliko svjetlo koje je rasvjetljivalo Crkvu u za nju teškim i nemirnim vremenima.

## Djela
Ostavio je mnoštvo pisama i nagovora. Jedno od tih pisama uputio je krivovjercu Eutihu 449. g. U pismu brani papin primat. Eutih mu se obratio za mišljenje o monofizitizmu, glede naravi i osobe Isusa Krista, prije sabora u Kalcedonu. Petar mu je iskreno odgovorio neka se obrati papi jer, rekao je: "u interesu mira i vjere, ne možemo raspravljati o pitanjima vjere bez suglasnosti rimskoga biskupa". Uoči Kalcedonskoga sabora 451. godine Petar je izjasnio suglasje s mišljenjem pape Leona I., a taj su stav zauzeli i kalcedonski oci godinu dana poslije Petrove smrti.
Propovijedima i pismima želio je vjernike odgojiti u pravoj vjeri. Propovijedi mu nikad nisu bile dulje od četvrt sata, bile su poučne, razgovijetne i razumljive. Na svoje slušatelje utjecao je riječima, a još više poniznošću i nevinošću. U arhivu ravenske metropole čuva se oko 200 njegovih govora, od čega 176 homilija, kratkih i pisanih u pučkome stilu, na temelju objašnjenja evanđelja, vjerovanja i uzvisivanja kreposti svetih.

## Štovanje
Zbog njegovih nastojanja u naviještanju vjere i ćudoređa Papa Klement XII. proglasio ga je crkvenim naučiteljem 1729. g.

## Vanjske poveznice
Mrežna mjesta
- Sveti Petar Krizolog, www.vjeraidjela.com